# Federação Goiana de Futsal
La Federação Goiana de Futsal (conosciuta con l'acronimo di FGFS) è un organismo brasiliano che amministra il calcio a 5 nella versione FIFA per lo stato del Goiás.
Fondata il 12 maggio 1977, la FGFS ha sede nel capoluogo Goiânia ed ha come presidente Agnaldo Ferreira. La sua selezione non ha mai vinto il Brasileiro de Seleções de Futsal, e non è mai giunta sul podio della medesima competizione.